# Gascilinder

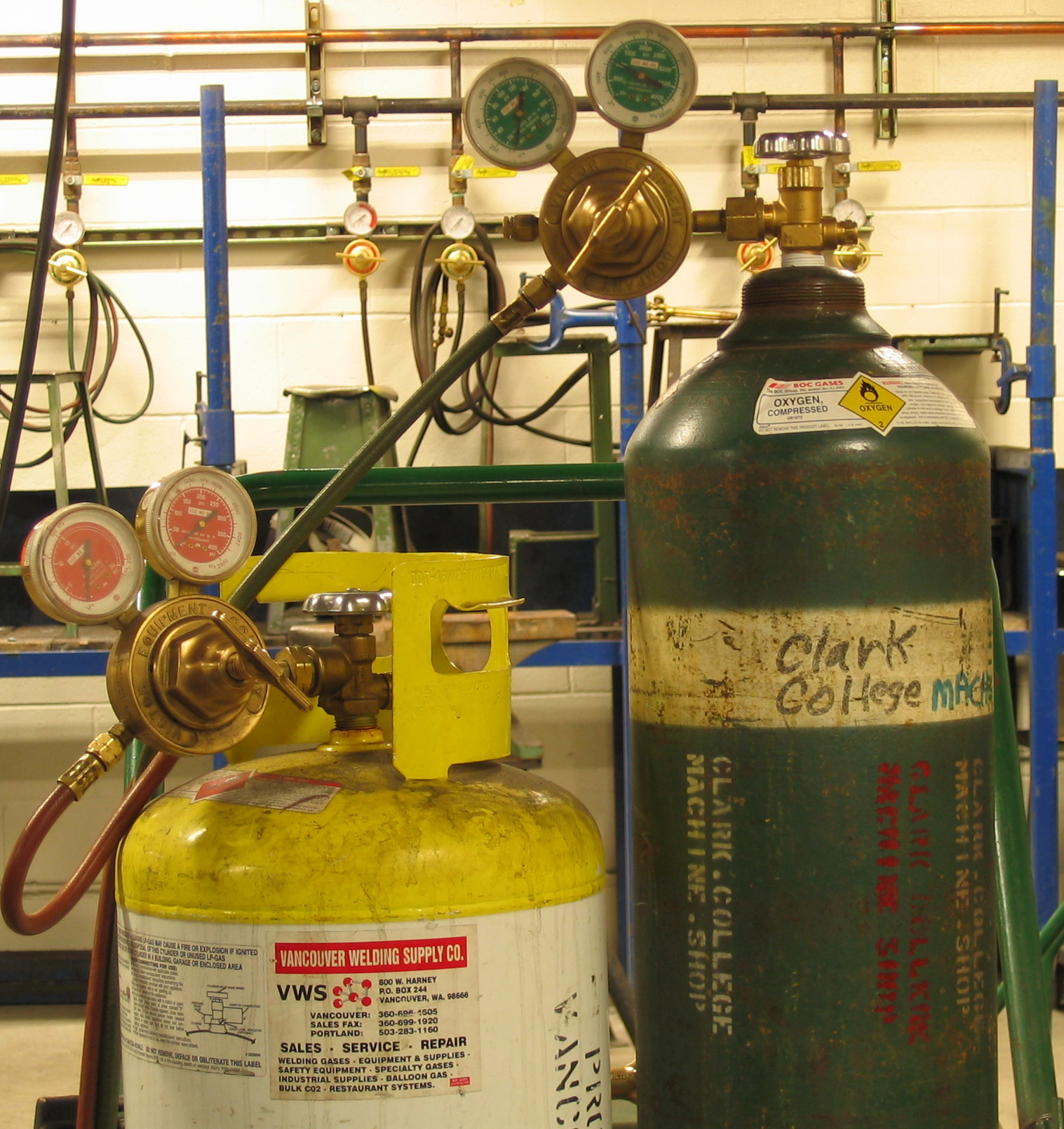
Industriële gascilinders met zuurstofgas en MAPP (een mengsel van propyn en propadieen)

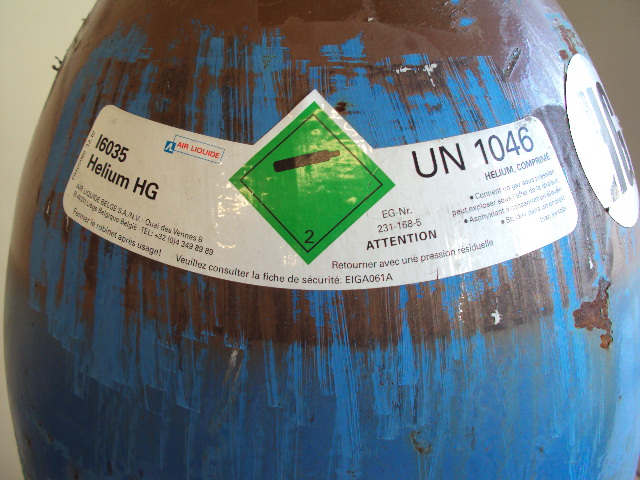
Een veiligheidsetiket op een gascilinder met helium

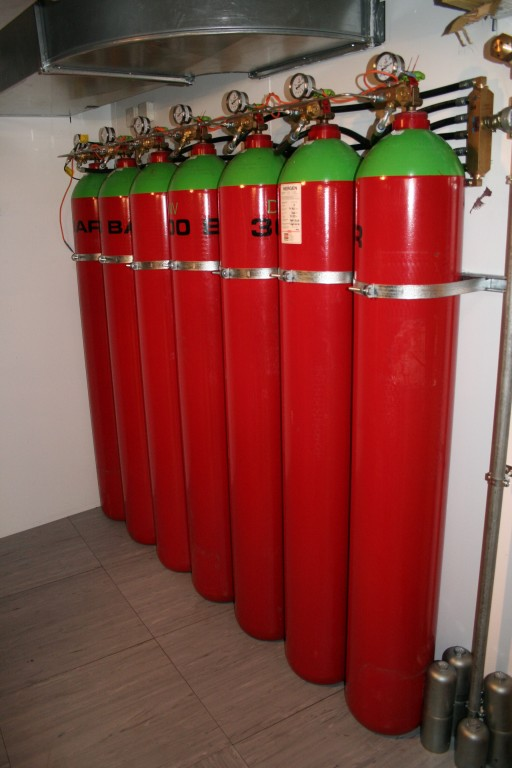
Een reeks gascilinders met argon, om te gebruiken als brandblusmiddel in een serverruimte. De groene band bovenaan geeft aan dat het om een inert gas gaat.

Een gascilinder is een metalen cilinder waarin een bepaald industriegas of medicinaal gas, zoals zuurstof, propaan of butaan, onder druk is opgeslagen. De bekendste vorm is de naadloze cilinder, waarin geen lassen voorkomen. Een soort staal is het belangrijkste materiaal waaruit gascilinders vervaardigd zijn.
In Europa zijn ongeveer 40 miljoen gascilinders in omloop. De meeste kunnen een werkdruk tot 200 bar verdragen. Er zijn ook flessen die werkdrukken tot 300 bar verdragen kunnen. Deze kwamen sinds ongeveer 1990 in zwang. Het volume van een gascilinder bedraagt maximaal 150 liter.

## Werking

### Vloeibare inhoud
Vaak is het grootste deel van de inhoud (massa) vloeibaar, en is de druk in de gesloten cilinder zodanig dat de stof bij de gegeven temperatuur op het kookpunt is (anders gezegd: de druk is de dampdruk bij de gegeven temperatuur), zodat er een evenwicht is tussen verdampen en condenseren. Bij openen van de kraan ontsnapt er gas, dat wordt aangevuld door verdampende vloeistof. Hoeveel van de stof er nog in zit kan dus niet afgeleid worden uit de druk, wel uit de massa van de gascilinder. Als de druk wordt verlaagd, bijvoorbeeld in de gascilinder bij het openen van de kraan, of bij het overbrengen van vloeistof naar een open bak, verdampt de vloeistof geleidelijk. Omdat verdamping warmte onttrekt aan het vloeibare gas wordt dit kouder. Bij vloeibare stikstof wordt bijvoorbeeld bij een druk van 1 atmosfeer de temperatuur −196 °C (77 K).

### Opgeloste inhoud
In flessen met ethyn (acetyleen) zou het bovenstaande niet werken, want acetyleen is onder de betreffende druk instabiel en explosiegevaarlijk. In plaats daarvan wordt het acetyleen opgelost in aceton, de oplossing wordt ook wel "acetyleen-dissous" genoemd.

### Gasvormige inhoud
Een derde mogelijkheid is dat de inhoud gasvormig is. De druk is dan bij de gegeven temperatuur evenredig met de massa. Hoeveel van de stof er nog in zit kan dus afgeleid worden uit de druk.

## Opbouw
Een gascilinder bestaat uit de cilinderkop, de eigenlijke cilinder en de cilindervoet. De kop, vanwege zijn vorm ook wel ogief genoemd, bevat een onuitwisbaar ingeslagen code en eventuele etiketten. Voorts is in de kop de afsluiter bevestigd. Deze kan soms worden afgesloten met een beschermkap, die op een halsring kan worden geschroefd.
De kleur van de cilinder kan informatie over de aard van het gas bevatten. De kleur wit wordt gewoonlijk voor medicinale gassen toegepast.
De voet van de cilinder heeft meestal een cilindervoet of voetring, zodat de cilinder rechtop blijft staan.

## Gebruik
Het bekendste gebruik van gascilinders is bij lassen en snijbranden. Medicinale gassen, zoals voor anesthesie, worden eveneens in cilinders geleverd. De industriegassen worden vaak gebruikt als brandstof of oxidant, of om een inerte omgeving te creëren.

## Kleurcode
Doorgaans wordt een deel van of de volledige cilinder in een bepaalde kleur geschilderd. Dit wordt gedaan om aan te geven welk type gas zich in de cilinder bevindt, alsook de mogelijke gevaren die eraan verbonden kunnen zijn. Toch zijn ze niet de belangrijkste aanwijzing voor de inhoud: die moet duidelijk op het etiket beschreven zijn.
De kleurcodes voor gangbare (courante) gassen zijn gestandaardiseerd onder de Europese norm EN 1089-3:
- Ammoniak: geel
- Argon: donkergroen
- Chloorgas: geel
- Distikstofmonoxide: blauw
- Ethyn: kastanjebruin
- Helium: bruin
- Koolstofdioxide: grijs
- Lucht: lichtgroen
- Methaan: rood
- Stikstofgas: zwart
- Waterstofchloride: geel
- Waterstofgas: rood
- Zuurstofgas: wit

## Andere gassen
Naast de standaardgassen worden talrijke andere gassen - vaak gebruikt voor specifieke doeleinden - ook in cilinders geleverd, waaronder koolstofmonoxide, formaldehyde, waterstofsulfide, waterstofbromide, etheen, etheenoxide, zwaveldioxide, carbonylsulfide, propadieen, propaan, propeen, propyn, butaan, monomethylamine en dimethylether. Fluorgas wordt verhandeld in cilinders gemaakt uit nikkel: door directe reactie van fluorgas met nikkel wordt aan de binnenzijde een inerte laag van nikkel(II)fluoride gevormd, die de rest van de cilinder beschermt tegen corrosie.
Ook mengsels van gassen worden in gascilinders geleverd. Daarnaast zijn er gassen die als brandblusmiddel of als koudemiddel worden gebruikt.